# Edoardo Marzari
Edoardo Marzari (Capodistria, 28 ottobre 1905 – Trieste, 6 giugno 1973) è stato un presbitero, antifascista e partigiano italiano, medaglia d'oro al merito civile alla memoria.

## Biografia
Laureato alla Pontificia Università Gregoriana, venne ordinato sacerdote nel luglio 1932, diventando docente di filosofia nel Piccolo Seminario Diocesano di Capodistria e direttore dell'Istituto Cattolico di Attività Sociale giuliano.
Assistente di Azione Cattolica e direttore del settimanale diocesano Vita Nuova, nel 1939 fu costretto a lasciarlo perché aveva pubblicato un articolo non apprezzato dai fascisti
Dopo l'8 settembre entrò nel Comitato di Liberazione Nazionale di Trieste del quale venne nominato presidente il 13 giugno 1944, dopo che il primo comitato era stato annientato dai nazifascisti. Si impegnò attivamente nell'organizzazione delle formazioni resistenziali nel loro finanziamento e approvvigionamento di armi e viveri.
Nel febbraio 1945 venne arrestato dal commissario di polizia Gaetano Collotti, rinchiuso nel carcere del Coroneo, imprigionato e torturato dalle SS della Gestapo fino alla menomazione dell'udito. Il 29 aprile i partigiani della Brigata Ferrovieri, guidati da Marcello Spaccini, riuscirono a liberarlo; il mattino dopo dalla Prefettura fu don Edoardo a dare l'ordine di insorgere: insurrezione che avrebbe portato alla liberazione di Trieste.
Dopo il cessare delle operazioni militari, fu tra i fondatori del Circolo della Cultura, dell'Università popolare e della Lega nazionale e delle Acli. Fondò anche l'Opera Figli del Popolo, per dare aiuto ai ragazzi bisognosi; già nell'estate del 1945 inizia l'accoglienza dei giovani dell'Istria e della Dalmazia; fin dall'inizio questa attività venne denominata "Famiglia Auxilium", con il chiaro intento di costruire una comunità di lavoro civico e sociale.
Entrato in contrasto per le sue idee progressiste con l'allora vescovo della diocesi di Trieste Antonio Santin, dovette lasciare la città; trasferendosi a Roma per due anni; i seguito ritornò però in città per continuare la sua opera di apostolato sociale fino alla morte.

## Onorificenze
Data del conferimento: 16 aprile 2004 alla memoria

### Riconoscimenti
Il 9 settembre 2004, Riccardo Illy, Presidente della regione Friuli-Venezia Giulia, ha inaugurato una lapide in piazza Dalmazia.